# Бејвил (Њујорк)
Бејвил (енгл. Bayville) град је у америчкој савезној држави Њујорк.

## Демографија
По попису из 2010. године број становника је 6.669, што је 466 (-6,5%) становника мање него 2000. године.
| Група             | 2000.         | 2010.         |
| Белци             | 6.607 (92,6%) | 6.013 (90,2%) |
| Афроамериканци    | 22 (0,3%)     | 19 (0,3%)     |
| Азијати           | 117 (1,6%)    | 112 (1,7%)    |
| Хиспаноамериканци | 344 (4,8%)    | 433 (6,5%)    |
| Укупно            | 7.135         | 6.669         |